# Алиев, Руслан Абдуразакович
Руслан Абдуразакович Алиев (род. 22 ноября 1976, Махачкала) — российский футболист и игрок в мини-футбол.

## Карьера
Руслан Алиев — воспитанник дагестанского футбола. Карьеру начинал в клубе «Динамо» из Махачкалы, где в дебютном сезоне Третьей Лиге 1997 года провёл 38 матчей. Далее увлёкся мини-футболом и перешёл в новообразованный махачкалинский клуб «Анжи-Моторс», который вскоре переименовали в «Каспий». В составе клуба из Дагестана добился повышения в классе и в сезоне 2002/2003 выступал в Супер-Лиге, высшем эшелоном российского мини-футбольного турнира. В сезоне 2003—2004 «Каспий» не заявился в первенстве России, Алиев его провёл в любительских клубах в «Дагдизеле» из Каспийска и волгодонском «Маяке». Завершил же карьеру в «Каспие», в котором в последнем для него сезоне 2009/10 года провёл 17 матчей, в которых забил 4 мяча.